# Reazione di Baeyer-Villiger
La reazione di Baeyer-Villiger è una reazione organica in cui un chetone viene ossidato ad estere da un peracido carbossilico. In pratica si aggiunge un ossigeno nel mezzo di un legame carbonio-carbonio.
Vengono usati per svolgere la reazione peracidi quali acido peracetico, acido m-cloroperbenzoico, acido trifluoroperacetico, a volte, per prevenire trans-esterificazioni, viene usato idrogenofosfato di disodio.

Ossidazione di Baeyer-Villiger

Se il chetone di partenza è ciclico, la reazione porta ad un lattone, se invece come prodotto di partenza si ha un'aldeide, questa si ossida ad acido carbossilico.

## Meccanismo
Il meccanismo prevede prima la protonazione dell'ossigeno carbonilico, l'attacco dell'ossigeno del peracido al carbonio carbonilico e la successiva eterolisi del legame O-O e migrazione di uno dei carboni prima legati al gruppo carbonilico. Quest'ultimo è lo stadio che determina la velocità di reazione

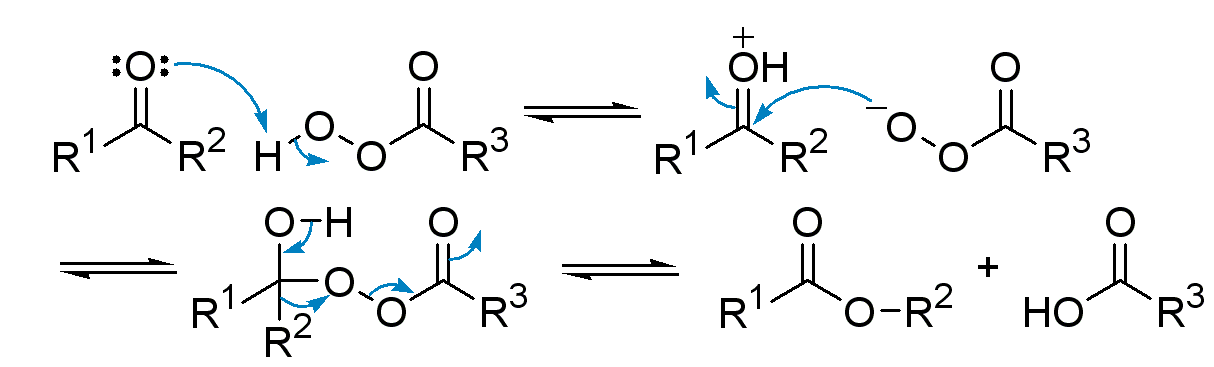
Meccanismo ossidazione Baeyer-Villiger

## Migrazione dei gruppi
Quando la reazione viene effettuata con chetoni asimmetrici si formano prodotti diversi a seconda del gruppo che migra, cioè a seconda del gruppo che si lega al nuovo ossigeno inserito.
In generale hanno maggiore tendenza a migrare i gruppi che riescono meglio a stabilizzare una parziale carica positiva. In generale, l'ordine di migrazione è: terz-alchil > sec-alchil > benzil, fenil > alchil (primari) > ciclopropil > metil; quindi, ad esempio un chetone metilico darà sempre luogo ad un estere acetico.
Se il gruppo migrante è chirale, la stereochimica viene mantenuta.